# Call of Duty (игра)
Call of Duty (с англ. — «Зов долга») — компьютерная игра в жанре шутер от первого лица на тему Второй мировой войны, первая игра в одноимённой серии. Игра была разработана компанией Infinity Ward и издана компанией Activision 29 октября 2003 года для платформы PC. Игра основана на движке Id Tech 3. В сентябре 2004 года вышло дополнение Call of Duty: United Offensive, разработанное Gray Matter Interactive совместно с Pi Studios. Тема и игровой процесс Call of Duty похожи на Medal of Honor, которая также состоит из одиночных миссий и кампаний, однако, в отличие от Medal of Honor, войну можно увидеть не только глазами американского солдата, но также советского и британского.

## Игровой процесc
Call of Duty имеет как одиночный режим игры, так и многопользовательский. В одиночной игре можно воевать за одного из трёх солдат во Второй мировой войне: сначала надо пройти задания за американского десантника рядового Джоя Мартина, затем за британца сержанта Джека Эванса, а потом задания за красноармейца, позже младшего сержанта, далее сержанта и лейтенанта Красной Армии Алексея Ивановича Воронина.
Перед каждым заданием проходит брифинг, в виде отрывков из дневников, приказов или слайд-шоу с комментариями. Для прохождения задания надо поочерёдно выполнить все задачи. Все задания выстроены в строгом хронологическом порядке и перейти к другому можно только через сохранение. В игре есть автосохранение в определённых точках и ручное сохранение.
В одиночной игре есть четыре уровня сложности, различающиеся тем, сколько ранений может выдержать главный герой. В игре есть шкала жизни, восполняемая аптечками, которые, однако, отсутствуют на высшем уровне сложности «Ветеран». Игрок может одновременно нести с собой два крупных типа оружия, один тип пистолета и 10 гранат, а также бить прикладом любого оружия. Некоторые типы оружия имеют несколько (обычно два) режимов стрельбы (например, одиночные выстрелы и очередь у автомата). Запас патронов ограничен, однако может быть восполнен за счёт лежащего оружия того же типа (например, выпавшего из рук убитого солдата). В игре есть четыре армии: США, Великобритании, нацистской Германии и СССР. Они различаются обмундированием, оружием, именами солдат и типом речи. Игроку помогает встроенный в интерфейс экрана компас с обозначением целей миссии и дружественных солдат. В ряде миссий игроку придётся уничтожать врагов, сидя в кузове несущегося автомобиля, сбивать атакующие «Штуки» из зенитного орудия и управлять танком Т-34-85.

## Кампании
В игре представлено 4 кампании, охватывающие несколько периодов войны с 1942 по 1945 годы. В каждой кампании по несколько миссий. Всего 26 миссий.

### Американская кампания
Американская кампания содержит 8 миссий. Главным героем кампании является рядовой Мартин. Первая тренировочная миссия. Следующие пять миссий происходят в Нормандии, седьмая — в германских Альпах, восьмая — в Австрии.
| Название             | Место и время                                                             | Описание |
| -------------------- | ------------------------------------------------------------------------- | --- |
| Тренировка           | США, штат Джорджия, Учебный лагерь Токкоа. 10 августа 1942. 09:00.        | В этой учебной миссии необходимо прослушать инструктаж капитана Фоули, пройти полосу препятствий, затем под руководством сержанта Моди стрелять из разных видов стрелкового оружия на стрельбище, бросать гранаты и заложить взрывчатку на стену из шлакоблоков. |
| Следопыт             | Франция, Нормандия, окрестности Сент-Мер-Эглиз. 5 июня 1944. 23:30.       | Ночное десантирование, установление маячка для вызова подкрепления, бой с немцами, охраняющими подходы к Сент-Мер-Эглиз. |
| Бурнвилль            | Франция, Нормандия, Сент-Мер-Эглиз. 6 июня 1944. 00:20.                   | Ночная миссия. Продолжение предыдущей миссии. Захват города, бой с двумя взводами немецких десантников и уничтожение трёх вражеских самоходно-зенитных орудий.                                                                                                   |
| Даунвилль            | Франция, Нормандия, Сент-Мер-Эглиз. 6 июня 1944. 07:30.                   | Продолжение предыдущей миссии. Удержание города, отражение контратак десантников, уничтожение трёх немецких танков, уничтожение двух миномётных расчётов. |
| Поездка на машине    | Франция, Нормандия. Дорога № 13. 6 июня 1944. 08:15.                      | Продолжение предыдущей миссии. Пробиться через немецкие КПП на машине вместе с сержантом Моди и рядовым Элдером в штаб батальона. |
| Брекур               | Франция, Нормандия, поместье Брекур. 6 июня 1944. 09:00.                  | Найти и уничтожить все вражеские артиллерийские орудия, найти вражеские документы и спасти раненого солдата. |
| Шато                 | Германия, Баварские Альпы. 7 августа 1944. 01:30.                         | Необходимо проникнуть на немецкую базу в альпийском поместье, найти важные документы, уничтожить вражескую радиоаппаратуру и спасти пленного англичанина капитана Прайса.                                                                                        |
| Лагерь военнопленных | Австрия, немецкий лагерь недалеко от Штрассгофа. 18 сентября 1944. 03:20. | Необходимо проникнуть в немецкий лагерь и спасти за 10 минут пленного майора Инграма. |

### Британская кампания
Британская кампания состоит из 6 миссий. Протагонистом в них является сержант Эванс. Место действия первых двух миссий — Нормандия (операция «Тонга» 6-й британской воздушно-десантной дивизии), следующих трёх — Рурская область, Германия (на основе событий операции Chastise), шестая — в Северном море у Норвегии.
| Название             | Место и время                                                                               | Описание |
| -------------------- | ------------------------------------------------------------------------------------------- | --- |
| Пегас. Ночь          | Франция, Бенувиль, мост Пегас. 6 июня 1944. 00:07.                                          | Захват контролируемого немцами моста через канал, уничтожение немецкого танка и зачистка местности. |
| Пегас. День          | Франция, Бенувиль, мост Пегас. 6 июня 1944. 12:30.                                          | Дневная миссия. Продолжение предыдущей миссии. Удержание моста Пегас, отражение контратак немцев и уничтожение нескольких немецких танков. |
| Дамба                | Германия, дамба Эдер. 2 сентября 1944. 05:45.                                               | Одиночный рейд на немецкую плотину в Руре с целью ослабления её противовоздушной обороны и подрыва генераторов. Уничтожение зениток. В конце миссии воссоединение с сержантом Уотерсом и капитаном Прайсом.                                             |
| Поездка на грузовике | Германия, горная дорога. 2 сентября 1944.                                                   | Продолжение предыдущей миссии. Побег с плотины с Уотерсом и Прайсом на немецком грузовике, стрельба из панцерфаустов по вражеским грузовикам, машинам и мотоциклам. Прикрыть со снайперской винтовкой сержанта Уотерса, пока тот вручную взрывает мост. |
| Аэродром             | Германия, немецкий аэродром. 2 сентября 1944.                                               | Продолжение предыдущей миссии. Прорыв на немецкий аэродром, стрельба по немецким пикирующим бомбардировщикам «Штука» из зенитки и побег на транспортном самолёте вместе с друзьями.                                                                     |
| Корабль              | Северное море, Норвегия, Гакоя, немецкий линейный корабль «Тирпиц». 27 октября 1944. 19:00. | Необходимо в форме немецких офицеров проникнуть на корабль, заложить взрывчатку на генераторы, вывести из строя радиосвязь, взять документы и уплыть с корабля вместе с Уотерсом.                                                                       |

### Советская кампания
В советской кампании 9 миссий — это самая длинная кампания в игре. Протагонист — Алексей Иванович Воронин. В первых пяти миссиях показана Сталинградская битва, в следующих — Висло-Одерская операция, в ходе которой была освобождена Польша. В этой кампании присутствуют две танковые миссии.
| Название                              | Место и время                                                    | Описание |
| ------------------------------------- | ---------------------------------------------------------------- | --- |
| Сталинград                            | СССР, Волга, Сталинград. 18 сентября 1942. 11:00                 | Крупномасштабный штурм Красной Армией западного берега Волги. Главная задача — переплыть Волгу на старом пароме, затем, пробиваться наверх по склону берега, после чего помогать снайперу сержанту Бородину, и смотреть, как советская артиллерия уничтожает немецкие позиции в районе берега. Миссия частично скопирована с соответствующего эпизода в фильме «Враг у ворот» с Джудом Лоу. |
| Красная площадь                       | СССР, Сталинград. 18 сентября 1942. 13:00.                       | Продолжение предыдущей миссии. Крупномасштабная атака Красной Армии на Красную площадь города. Главный герой должен пробиться на последний этаж соседнего здания и помочь атаке при помощи снайперской винтовки убить немецких офицеров, после этого нужно будет пробиваться по улицам города к майору Зубову.                                                                              |
| Железнодорожная станция               | СССР, Сталинград. 18 сентября 1942.                              | Продолжение предыдущей миссии. Необходимо пробиться через улицы и вокзал города к дивизии майора Зубова. |
| Канализация                           | СССР, Сталинград, канализационная система. 9 ноября 1942. 13:00. | Необходимо, в основном в одиночку, пройти через участок канализационной системы города для встречи с группой сержанта Павлова. |
| Павлов                                | СССР, Сталинград. 9 ноября 1942.                                 | Продолжение предыдущей миссии. Вместе с остатками отделения сержанта Павлова надо захватить четырёхэтажный дом (скопированный с реального Дома Павлова), а потом защищать его до прибытия подкрепления, уничтожая танки и пехоту. |
| Завод                                 | Польша, Варшава, танкоремонтный завод. 17 января 1945. 10:30.    | Вместе с отрядом солдат ворваться на немецкий танкоремонтный завод. |
| Железнодорожная сортировочная станция | Польша, Варшава, танкоремонтный завод. 17 января 1945.           | Продолжение предыдущей миссии. Захват завода. |
| Танк в местности                      | Польша, около польско-немецкой границы. 26 января 1945. 13:45.   | Миссия на советских танках Т-34-85. Танковое сражение нацистской Германии и СССР. |
| Танк в городе                         | Польша, около польско-немецкой границы. 26 января 1945.          | Продолжение предыдущей миссии. Освобождение польского города, удерживаемого остатками немецкой пехоты и бронетехникой. |

### Союзная кампания
В союзной кампании 3 миссии — это самая короткая кампания в игре. Протагонисты — Алексей Иванович Воронин, Джозеф Мартин и Джек Эванс. В первой миссии показан эпизод Арденнской операции, в следующей — уничтожение ракет Фау-2, в последней — штурм Рейхстага.
| Название | Место и время                                                                     | Описание |
| -------- | --------------------------------------------------------------------------------- | --- |
| Хуртген  | Бельгия, Бастонь. 15 января 1945. 15:20.                                          | Главный герой — рядовой Мартин. Захват двух немецких бункеров, сбор немецких документов и уничтожение двух немецких танков (также можно уничтожить два артиллерийских расчёта).                                                                                     |
| Ракета   | Германия, Бюргштайнфюрт, военная база запуска ракет Фау-2. 2 февраля 1945. 16:00. | Главный герой — капитан Эванс (получил новое звание). Вместе с сержантом Уотерсом найти и уничтожить две зенитные установки, устроить засаду на немецкий конвой, проникнуть на немецкую базу и уничтожить три ракеты Фау-2, после чего следовать к точке эвакуации. |
| Берлин   | Германия, Берлин, Рейхстаг. 30 апреля 1945. 11:00.                                | Главный герой — лейтенант Алексей Иванович Воронин. Надо уничтожить три зенитки и один танк на улицах города, пробиться к Рейхстагу, захватить его и установить на его крыше Знамя Победы.                                                                          |

## Многопользовательская игра
Игра в многопользовательском режиме может вестись на одной из нескольких карт, большая часть которых является переработками заданий из одиночной игры. Игрок выбирает одну из сторон: США, Великобритания, Германия и СССР.
В игре 5 сетевых режимов, перечисленные и описанные ниже.

### ДМ (DM)
Особенности режима

- в режиме настраиваются: время игры, максимальное количество врагов;
- каждый игрок может выбрать оружие;
- если игрок умирает, то он почти сразу воскресает, в зависимости от настроек сервера, в случайном месте на карте.

Условия победы
- игрок набирает максимальное количество очков победы;
- игрок набирает большее количество очков по завершении времени, отпущенного на игру.

### МВР (TDM)
Особенности режима
- в режиме настраиваются: время игры, максимальное количество очков;
- игроки распределяются по двум командам: Союзники и Бойцы Оси;
- за убийства вражеских игроков команде начисляются очки;
- за самоубийства и убийства игроков своей команды, очки снимаются;
- если игрок умирает, то он по истечении заданного настройками периода времени перерождается в случайном месте на карте.

Условия победы
- команда набирает максимальное количество очков;
- команда набирает большее количество очков по завершении времени, отпущенного на игру. СД Память (SD)

Особенности режима
- в режиме настраиваются: время игры, количество раундов, время одного раунда;
- игроки распределяются по двум командам: Союзники и Бойцы Оси;
- на карте располагаются два объекта A и B, на одном из которых союзники пытаются заложить бомбу, а бойцы Оси этому препятствуют;
- игроки перерождаются только в начале следующего раунда.

Условия победы в раунде
- Союзники:
  - убийство всех игроков вражеской команды;
  - установка бомбы с часовым механизмом на одном из двух объектов и недопущение её обезвреживания.
- Бойцы Оси:
  - убийство всех игроков вражеской команды;
  - недопущение установки бомбы с часовым механизмом в течение времени, отпущенного на раунд;
  - обезвреживание установленной бомбы.

Условия победы в игрe
- команда набирает большее количество очков по завершении раунда.

## Разработка
8 апреля 2003 года компания Activision объявила о начале работы над игрой Call of Duty.
На выставке Electronic Entertainment Expo в 2003 году был показан ролик из игры, представляющий, в основном, переправу советских войск через Волгу и сражение американских десантников на Сент-Мер-Эглис.

## Отзывы и награды
| Сводный рейтинг       | Сводный рейтинг           |
| Агрегатор             | Оценка                    |
| --------------------- | ------------------------- |
| GameRankings          | ПК: 91,52 % X360: 72,80 % |
| Metacritic            | 91 %                      |
| Иноязычные издания    |                           |
| Издание               | Оценка                    |
| AllGame               | [ 8 ]                     |
| Edge                  | 7,0/10                    |
| Game Informer         | 9,0/10                    |
| GamePro               | [ 10 ]                    |
| GameSpot              | 9,0/10                    |
| IGN                   | 9,3/10                    |
| X-Play                | [ 13 ]                    |
| Русскоязычные издания |                           |
| Издание               | Оценка                    |
| Absolute Games        | 78 %                      |
| «Домашний ПК»         | [ 15 ]                    |
| «Игромания»           | 8,5/10                    |
| «Страна игр»          | 8,5/10                    |

Call of Duty получила множество положительных отзывов. На Metacritic игра была оценена 91 %, а на GameRankings — 92 %.
Call of Duty выиграла премию «Игра года» по мнению нескольких рецензентов. Игра получила премию «Игра года 2004» от Академии интерактивных искусств и наук, опередив таких претендентов, как Command & Conquer: Generals, Max Payne 2: The Fall of Max Payne, и Rise of Nations. Также игра выиграла премии «Компьютерная игра года», «Компьютерная игра года в жанре экшн от первого лица», и была номинирована на «Выдающиеся инновации в компьютерных играх», «Выдающиеся достижения в музыкальной композиции», «Выдающиеся достижения в звуковом дизайне» от Interactive Achievement Awards.
Call of Duty была номинирована на премию Лучшая игра 2004 Game Developers Choice Awards. Игра эту премию не получила, но в то же время выиграла премию Студия года. Чак Рассом также получил премию Превосходный звук за его работу над игрой.
Call Of Duty получила премию BAFTA в области игр 2004 года в номинации «Game On Any Platform — The Year’s Best Game».
На сайте IGN была дана оценка 9.3 из 10. Рецензент Дэн Адамсон сказал:
Вам понравится эта игра за то, что вы не сможете от неё оторваться и не потеряете интерес к ней на всём протяжении игры…
Единственное, что было оценено отрицательно — растянутость игры, на которую указали многие рецензенты.